# 胡安·費爾南多·金特羅
胡安·費爾南多·金特羅·帕尼亚瓜（西班牙語：Juan Fernando Quintero Paniagua；1993年1月18日—）是一位哥倫比亞足球運動員。在場上的位置是攻擊型中場。現時由中超球隊深圳外借到阿根廷甲組足球聯賽球隊河床。他也代表哥倫比亞國家足球隊參賽，參加了2013年U20世界杯。